# BS-2B
O BS-2B  (também conhecido por Yuri 2B) foi um satélite de comunicação geoestacionário japonês construído pela empresa GE Astro, ele esteve localizado na posição orbital de 110 graus de longitude leste e era operado pela Telecommunications Satellite Company of Japan (TSCJ). O satélite foi baseado na plataforma AS-3000. Após sair de serviço o mesmo foi transferido para uma órbita cemitério em 1992.

## História
O BS-2B (Broadcasting Satellite-2B) foi lançado usando o veículo de lançamento N-2 da Agência Nacional de Desenvolvimento Espacial do Japão (NASDA) a partir do Centro Espacial de Tanegashima no Japão. O nome nacional para o satélite foi Yuri 2B. Os objetivos da missão do programa BS-2 foram para eliminar áreas pobres em recepção de televisão e para desenvolver a tecnologia sobre satélites de radiodifusão.

## Lançamento
O satélite foi lançado com sucesso ao espaço no dia 12 de fevereiro de 1986, por meio de um veículo N-2 Star-37E, laçando a partir do Centro Espacial de Tanegashima, no Japão.

## Capacidade e cobertura
O BS-2B era equipado com 2 transponders em banda Ku, para fornecer serviços de telecomunicação ao Japão.